# Lilim

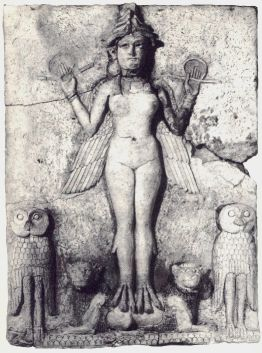
Relevo de terracota do período da Antiga Babilônia (agora no Museu Britânico) chamado de "Relevo de Burney" ou "Relevo da Rainha da Noite".

Na mitologia judaica, lilim (hebraico: לילין, Lilin; singular feminino lili e masculino lilu) é um termo para espíritos noturnos. O registro mais antigo de um conto sobre eles foi compilado no midrash Alfabeto de Ben Sira (entre 700 e 1000 EC), segundo o qual a primeira mulher Lilith, também considerada pela tradição judaica mais antiga como a esposa de Adão, se revoltou e abandonou Adão, por estar infeliz por ter que se submeter e ser tratada como inferior por ele; segundo a narrativa, ela fugiu ao Mar Vermelho, passou a viver na promiscuidade com demônios e gerava cem lilim por dia, "bebês-demônios". De então, Lilith e seus filhos lilim são considerados espíritos da noite. Na antiga religião mesopotâmica, havia também os lilu para demônios masculinos hostis, e Lilitu como um demônio feminino, sobre os quais as narrativas hebraicas podem ter se baseado em suas descrições de ataques noturnos.
No Targum Sheni Ester 1:3, o rei Salomão teve lilim dançando diante dele. No apocalipse siríaco de Baruch, lilin vêm do deserto e são semelhantes aos shedim.